# Carlo Botta
Carlo Giuseppe Guglielmo Botta (San Giorgio Canavese, 6 novembre 1766 – Parigi, 10 agosto 1837) è stato uno storico e politico italiano suddito del Regno di Sardegna, naturalizzato francese.

## Biografia

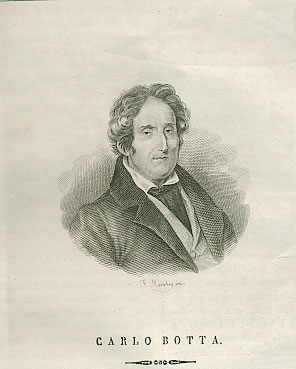
Ritratto di Carlo Botta (1839)

Bambino prodigio, studiò medicina all'Università di Torino laureandosi a vent'anni. Considerato un sovversivo dal governo sardo, fu arrestato la sera del 27 maggio 1794 e tradotto il 28 dello stesso mese nel carcere militare di Acqui; rilasciato nel 1795, emigra in Francia.
Ritorna in Italia l'anno dopo come chirurgo nell'armata francese guidata da Napoleone Bonaparte; da Venezia prosegue per Corfù e torna in Italia nel 1798.
Nel 1799 fece parte del Governo provvisorio della Nazione Piemontese istituito dopo la partenza per l'esilio, del re Carlo Emanuele IV e nel 1801 fu uno dei triumviri insieme con l'anatomista Carlo Giulio e Carlo Bossi; sostenitore di una politica filofrancese, fu favorevole all'annessione del Piemonte alla Francia, proclamata l'11 settembre 1802, e fu poi bonapartista; in seguito, sostenne l'indipendenza e l'unità nazionale italiana.
Nel 1809 pubblica la Storia della guerra d'indipendenza degli Stati Uniti d'America, che intende mostrare come esempio di buona conduzione di una rivoluzione.
Con il ritorno dei Savoia in Piemonte nel 1814, si ritirò a vita privata ma, per sfuggire alla persecuzione del governo sabaudo, fu costretto a rifugiarsi in Francia, assumendone anche la cittadinanza. Nel 1817 divenne rettore dell'Università di Rouen, carica perduta nel 1822 a causa di ingerenze clericali. Anche in tante vicissitudini, non smise di scrivere e ritirandosi dall'attività politica si dedicò alla storiografia. Nel 1824 pubblica l'opera più importante, la Storia d'Italia dal 1789 al 1814, che a Firenze, nel 1830, vince il concorso bandito dall'Accademia della Crusca. Nel 1832 esce La Storia d'Italia continuata da quella del Guicciardini fino al 1789, 10 volumi, opera accurata che non si basa però su fonti autorevoli.
Pur vivendo in Francia da molti anni, nelle due opere sulla storia d'Italia si mostra oppositore della politica di potenza della Francia e favorevole, per l'Italia, al riformismo illuminato dei Lorena del Granducato di Toscana, criticando l'"utopismo" dei rivoluzionari giacobini.
La lingua, secondo lo stile della scuola purista, è priva di gallicismi e insieme appassionata ed eloquente, involuta e ornata.
Morì in completa povertà. Con legge del 22 giugno 1874 n. 1965 (G.U. del Regno n. 163 del 10 luglio 1874) è stato autorizzato il trasporto e la tumulazione delle ceneri di Carlo Botta nel Tempio di Santa Croce in Firenze (dalla Raccolta Ufficiale delle Leggi e dei Decreti del Regno d'Italia anno 1874 volume XLII). Il figlio Paul Émile Botta (1802-1870) fu un noto archeologo.

## Critiche alle opere di carattere storico
Alcune opere di Carlo Botta hanno ricevuto aspre critiche da parte di alcuni suoi contemporanei, in maggioranza borbonici e non solo. La critica è stata mossa soprattutto per la parzialità e la non attendibilità di alcune narrazioni della Rivoluzione napoletana del 1799. In particolare, l'abate Domenico Sacchinelli, segretario del cardinale Fabrizio Ruffo, criticò aspramente i contenuti delle sue opere, ma non altrettanto aspramente quanto Vincenzo Cuoco, che Sacchinelli considerava il primo ad aver diffuso le notizie "calunniose" su Fabrizio Ruffo poi riprese da Carlo Botta e Pietro Colletta.
Anche Benedetto Croce condannò le opere "patriottarde e umanistiche" di Carlo Botta, Pietro Colletta e Vincenzo Cuoco, in quanto storicamente incongruenti e non imparziali, pur avendo esse propugnato idee moderne quali l'anticlericalismo, la libertà e l'uguaglianza e avendo in tal modo contribuito al progresso.

## Riconoscimenti

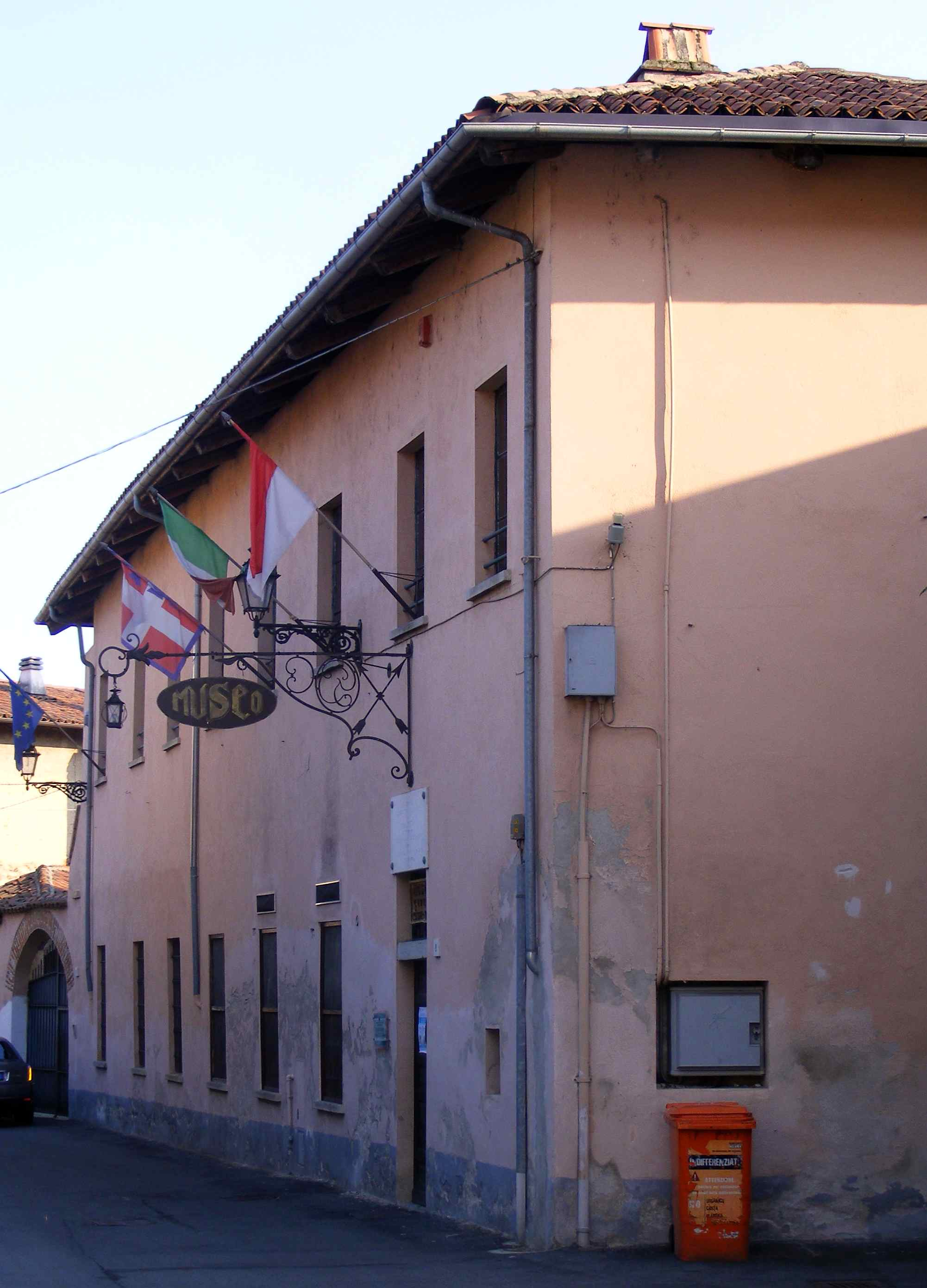
La casa natale di San Giorgio, oggi destinata a museo

- Esiste un liceo intitolato allo storico, il Liceo classico Carlo Botta a Ivrea. Il liceo, nato come classico, ha anche indirizzi linguistico internazionale e scientifico internazionale che vede come protagonista la lingua spagnola. Questo liceo infatti è molto conosciuto per avere la più grande sezione dello studio dello spagnolo in Italia[senza fonte].
- Il Comune di Torino gli ha intitolato una via cittadina, nei pressi di Piazza Statuto.
- Il Comune di Firenze gli ha intitolato una via cittadina, nei pressi di Piazza Beccaria.
- Il Comune di Strambino gli ha intitolato una via cittadina, locata nel Centro Storico.
- Il Comune di Volpiano gli ha intitolato una via cittadina, nel Centro Storico.
- Scuola media C. Botta a Sangiorgio Canavese

## Opere
- Proposizione ai Lombardi di una maniera di governo libero, Milano, 1797 (della Repubblica francese an. V)
- Storia naturale e medica dell'isola di Corfu, 1798
- Souvenirs d'un voyage en Dalmatie, 1802
- Storia della guerra d'Indipendenza degli Stati Uniti d'America, 1809
- Camillo, poema, 1815
- Storia d'Italia dal 1789 al 1814, 1824
- Storia d'Italia continuata da quella del Guicciardini fino al 1789, 1832